# John Rutledge
John Rutledge (født 17. september 1739, død 23. juli 1800) var en dommer ved Højesteret i USA og dets anden Højesteretspræsident. Derudover tjente han som den første præsident for South Carolina og senere som dens første guvernør efter uafhængighedserklæringen.